# リッフェルアルプ

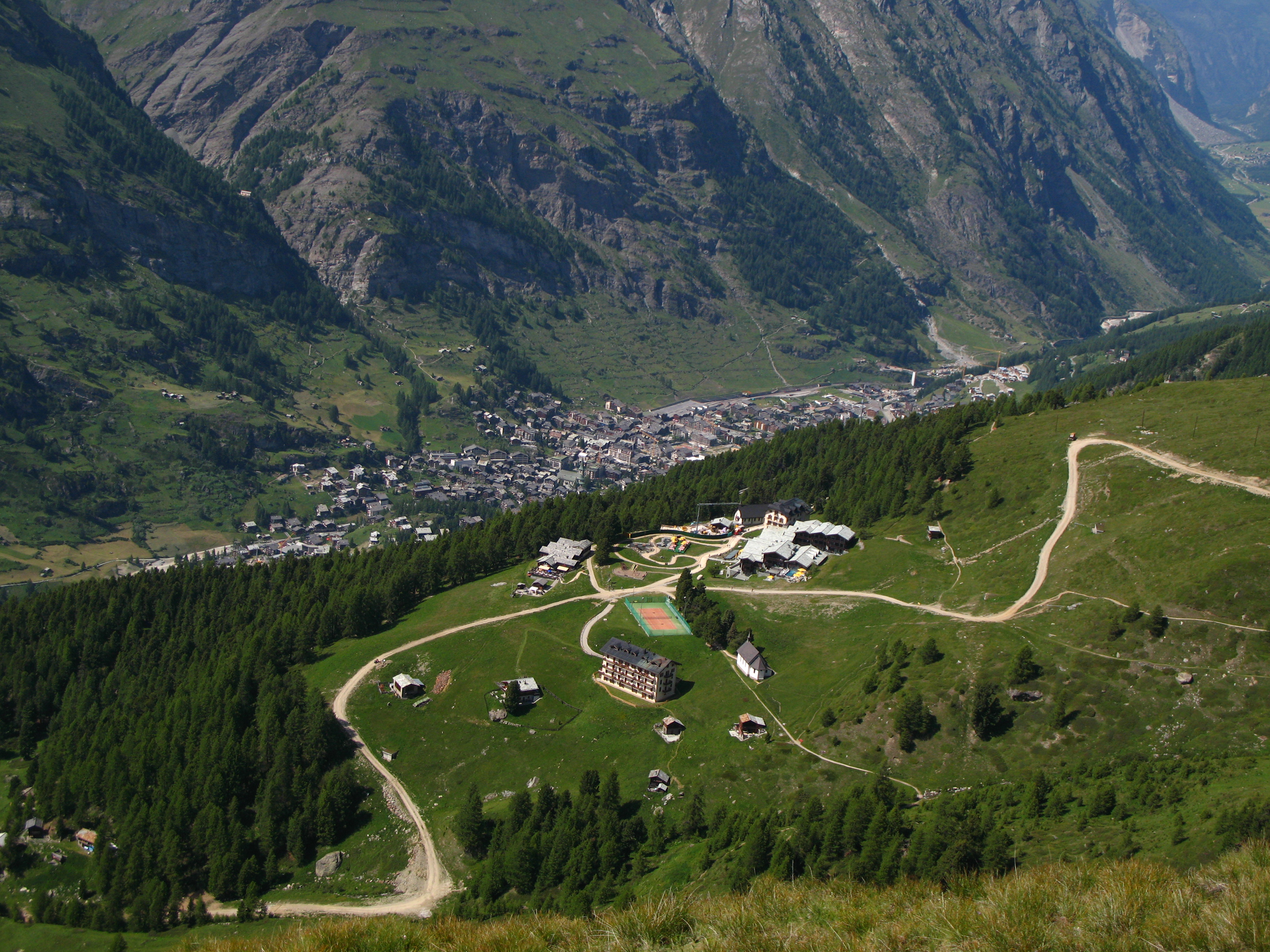
ツェルマットとリッフェルアルプ

リッフェルアルプ (Riffelalp) は、スイス、ヴァレー州の山岳リゾート地として有名なツェルマット付近にある標高約2220メートルの牧草地帯を指し、ツェルマットとゴルナーグラートを結ぶゴルナーグラート鉄道の中間駅がある。森林限界のやや下に位置するため、森の木々と名峰マッターホルンの景観を同時に楽しむことができる。
マッターホルンを正面に望む標高2222ｍの5つ星ホテルがあり、リッフェルアルプ駅とホテルを結ぶノスタルジックなドロッコ電車（トラム）が運行されている。2016年12月に全面リニューアルを終えた。